# 米氏野牡丹
米氏野牡丹（學名：Miconia calvescens）是大葉野牡丹屬下的一個種，原産於墨西哥到南美洲。 並且入侵到了包括夏威夷在內的世界各地，同時也是世界百大外來入侵種之一。
米氏野牡丹一年數次開花，同時結果。大型圓錐花絮。花呈白色到粉色不等，其花香會吸引許多鳥類和動物前來覓食。紫色果實直接約半釐米，一顆米氏野牡丹的兩朵花一個結果季可產出二十萬顆種子。其多產是其成為入侵物種的主要原因之一，此外其種子可在雨林下的土壤中休眠至少十二年，一旦有陽光照射就可以迅速生根發芽。米氏野牡丹最高可達15（49英尺），葉子最長可達1（3.3英尺）。而其成長之後長出的大片葉子又將遏制其下的植物的生長。其根系很淺。

## 外部連結
- Miconia calvescens information and links （页面存档备份，存于） from the Hawaiian Ecosystems at Risk project
- Miconia calvescens detailed information and references （页面存档备份，存于） from the Pacific Ecosystems at Risk project （页面存档备份，存于）
- Miconia calvescens images （页面存档备份，存于）: a gallery of copyright-free high-resolution photographs
- Miconia calvescens （页面存档备份，存于）